# Stolpe auf Usedom
Stolpe auf Usedom − gmina w Niemczech, wchodząca w skład Związku Gmin Usedom-Süd w powiecie Vorpommern-Greifswald, w kraju związkowym Meklemburgia-Pomorze Przednie. W miejscowości znajduje się zamek będący dawną rezydencją rodu Schwerin.

## Toponimia
Nazwa pochodzenia słowiańskiego, zanotowana po raz pierwszy w 1362 roku w formie Stulpe. Pochodzi od stolp „słup, pal”.

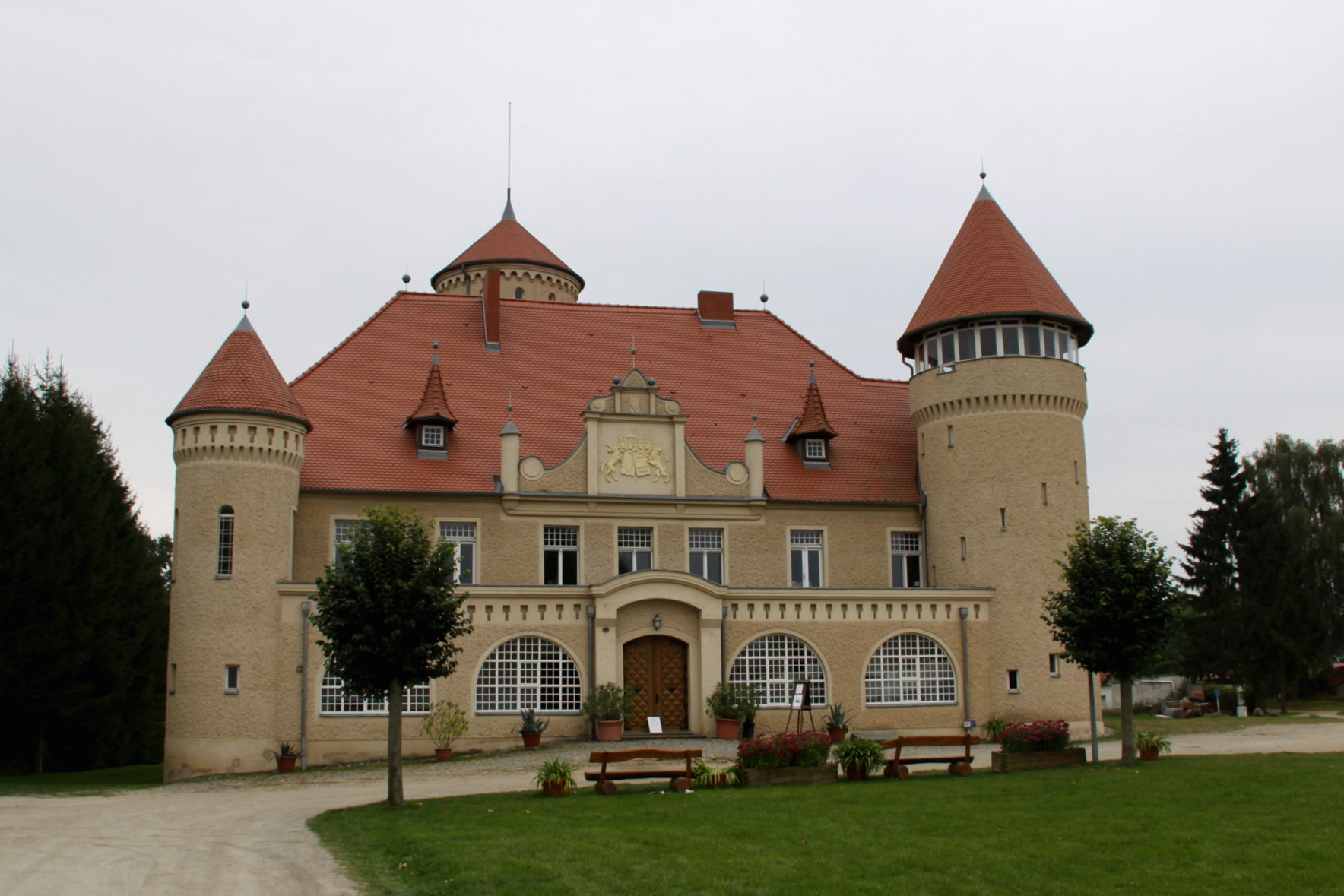
Zamek w Stolpe 2017